# Équilibre (album de Keen'V)
Pour les articles homonymes, voir Équilibre.
Albums de Keen'V
Diamant
(2022)
Équilibre est le onzième album de Keen'V sorti le 7 juillet 2023. L'album est composé de 15 titres.

## Liste des pistes
| 1.    | Tu mentais (avec DJ Kawest)     | 2:41 |
| 2.    | C'est la danse                  | 2:48 |
| 3.    | Déjà                            | 2:35 |
| 4.    | N'aie pas peur (avec Dely Kate) | 2:52 |
| 5.    | Magalie                         | 2:37 |
| 6.    | Sans elle                       | 2:50 |
| 7.    | Rien n'a changé (avec Magixx)   | 2:46 |
| 8.    | Bye bye                         | 2:43 |
| 9.    | Promesse                        | 2:46 |
| 10.   | Distance (avec Curtis Laoban)   | 3:02 |
| 11.   | Pas dans ça                     | 2:40 |
| 12.   | Merci                           | 3:50 |
| 13.   | Tout est ok                     | 2:15 |
| 14.   | Donner (avec Lorelei B)         | 2:28 |
| 15.   | Ma place                        | 2:35 |
| 41:28 |                                 |      |